# 第二次コンゴ戦争
第二次コンゴ戦争（だいにじコンゴせんそう、英語: Second Congo War）は、1998年8月から2003年7月にかけて、コンゴ民主共和国においてツチとフツの民族対立や資源獲得競争が原因で行なわれた戦争である。アフリカ大戦（Great War of Africa）とも呼ばれる。

## 背景
第一次コンゴ戦争では、1996年にザイール東部においてローラン・カビラに率いられ武装蜂起したコンゴ・ザイール解放民主勢力連合 (AFDL) は1997年に首都キンシャサを制圧し、モブツ・セセ・セコ政権を崩壊させた。コンゴ・ザイール解放民主勢力連合の主力はコンゴ東部に古くから在住していたツチ系住民であるバニャムレンゲであり、ルワンダ（カガメ副大統領）とウガンダ（ムセベニ大統領）の支援を受けてローラン・カビラが組織化していた。
しかし政権を奪取したカビラはバニャムレンゲを排除する姿勢を示し、7月14日にカビラがコンゴ・ザイール解放民主勢力連合 (AFDL) のリーダーen:James Kabarebeを追放したことで緊張は最高潮に達した。バニャムレンゲは根拠地である東部へと移動し、再びルワンダがコンゴ民主連合 (RCD) 結成を支援し、ウガンダがコンゴ解放運動 (MLC) 結成を支援した。

## 戦闘の経過

### 勃発
第二次コンゴ戦争は、コンゴ民主共和国において第一次コンゴ戦争終結のたった1年後の1998年8月20日に同じ問題（民族対立や資源獲得競争）が原因でコンゴ民主連合が武装蜂起して勃発した。

### 5カ国軍事介入
南部アフリカ開発共同体（SADC）へのカビラの軍事介入要請に当時SADCで安全保障問題を担当したジンバブエが応え、主にジンバブエ、ナミビアの軍隊が政府軍を支援した。これにスーダンやチャドも続いた。また、アンゴラもカビラ側に参戦した為、アンゴラの反政府組織UNITAが紛争ダイヤモンドを資金源にコンゴ民主連合 (RCD) 側に介入してアンゴラ軍を攻撃した。

### ルサカ停戦協定
1999年7月、ザンビアのルサカにおいて政府及び介入した5か国の間でルサカ停戦協定が調印されたものの、カビラ大統領は国連部隊の自由な展開を拒否し、停戦は事実上無効化した。

### カビラ大統領暗殺
2001年1月16日、ローラン・カビラ大統領が護衛兵に撃たれ死亡。1月26日に長男ジョゼフ・カビラが後任大統領に就任。

### アディスアベバ対話
2001年10月15日からエチオピアのアディスアベバで和平協定に向けての対話が開始された。コンゴ民主連合 (RCD) とコンゴ解放運動 (MLC)、そしてRCDから分離したコンゴ民主連合解放運動 (RCD-ML) の主要反政府勢力3組織などが、協議継続などをうたった共同声明に調印した。

### サンシティ合意
2002年2月25日、戦争終結を目指す各派の対話がボツワナのクェット・マシーレ前大統領を調停役として、南アフリカのサンシティで再開され、2002年4月19日にサンシティ合意が締結されたが実質的な決裂に終わった。

### プレトリア包括和平合意
2002年8月、ムベキ南アフリカ大統領の仲介により、対話は南アフリカのプレトリアで、セネガルのムスタファ・ニアス前首相の仲介で再開され、反政府勢力はRCDとMLCが参加した。12月にプレトリア包括和平合意が成立した。

## 影響

2003年6月時点の勢力図

この戦争は、現代アフリカ史上最悪の戦争であり、8つの周辺諸国と少なくとも25の武装勢力が関係していた。
終戦の2003年6月に挙国一致政府の設立が交戦国と公式合意され、2003年7月、合意に基づき暫定政府（en:Transitional Government of the Democratic Republic of the Congo）が正式に発足したにもかかわらず、反対勢力の燻りが消えたわけではなく、2004年には簡単に予防できたはずの栄養失調や病気で毎日約10,000人が死亡した。この第二次コンゴ戦争とその余波で起きた虐殺・病・飢えで死んだものは2008年までの累計で500〜600万人とされ、その死者数は第二次世界大戦以来最悪である。100万人以上が家や病院等を追われ難民と化し、周辺諸国へ避難したが、この難民の一部も組織的に虐殺された。暫定政権はその後も国内すべてを掌握できず、民族対立とも相まって東部（イトゥリ州、南キヴ州、北キヴ州）は虐殺・略奪・強姦の頻発する一種の無法地帯となった。この戦争と闘争の余波は、鉱山資源の獲得競争等の原因で2013年現在も継続している。
2003年にはコンゴ共和国の感染爆発が飛火した北部地方でエボラ出血熱が流行。死亡者は100名以上に及んだ。また、同国を生息地とするゴリラへも感染が広がり、2005年までに全個体数の2/3にあたる約5,500匹が死亡したと発表されている。